# A Voz do Carnaval
A Voz do Carnaval é um semidocumentário de curta-metragem brasileiro de 1933, dirigido por Adhemar Gonzaga e lançado pela produtora Cinédia. Sem cópias preservadas, é considerado um filme perdido. 

## Sinopse
É um filme cantado e falado... Com entrecho cômico sobre a recepção oficial do "Rei Momo". Palitos, o célebre cômico meteu-se na pele de Momo. Ei-lo, que vem a bordo do 'Mocanguê'. A Praça Mauá está cheia. Sua majestade desce. O povo do Rio o aclama e o acompanha, pela Avenida afora até a Beira Mar Cassino, onde lhe dão o trono. Ei-lo que foge. Ele quer ver o Carnaval do Rio".

## Produção
Este semidocumentário, inspirado numa história de Joracy Camargo e estreado habilmente às vésperas do Carnaval, mostrava os desfiles do corso e as batalhas de confete com os ranchos e os cordões. Usando o sistema de som Movietone, foi o primeiro filme brasileiro a gravar som óptico diretamente das ruas do Rio. As sequências documentais filmadas nas ruas eram intercaladas com cenas filmadas em estúdio, mostrando o célebre comediante Palitos, no papel do Rei Momo. Uma sequência tomada no estúdio da Rádio Mayrink Veiga mostrava a cantora Carmen Miranda, então em sua segunda aparição cinematográfica, cantando "E Bateu-se a Chapa", "Moleque Indigesto" e "Good-Bye".
A Voz do Carnaval foi patrocinado pelo jornal A Noite, e exibido simultaneamente no Cine Odeon do Rio de Janeiro e Belo Horizonte em 6 de março de 1933. E nos cinemas da Companhia Cine Brasil em Juiz de Fora, pela Companhia Central Diversões em Petrópolis, e no Teatro Pedro II. Uma nota publicada na edição da revista Cinearte em 15 de junho de 1933 dizia que o filme estava sendo também exibido em Porto Alegre, no Rio Grande do Sul.